# Нойхаузен-ам-Райнфалль
Нойхаузен-ам-Райнфалль (нем. Neuhausen am Rheinfall) — город в Швейцарии, в кантоне Шаффхаузен.
Население составляет 10 467 человек (на 31 декабря 2019 года). Официальный код — 2937.
Главной достопримечательностью города является Рейнский водопад.

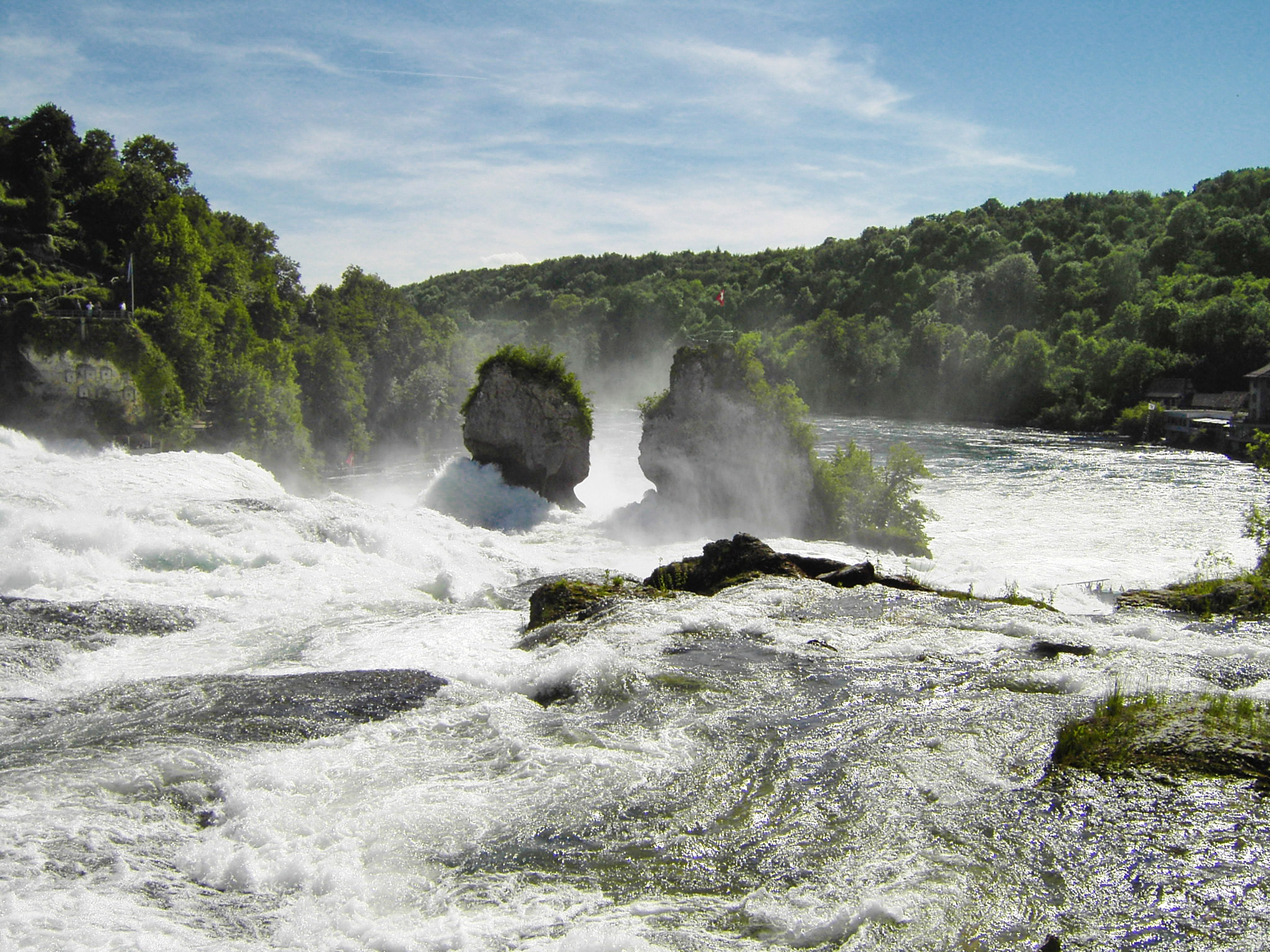
Рейнский водопад